# Załucze (rejon kołomyjski)
Załucze, Załucze nad Prutem (ukr. Залуччя) – wieś na Ukrainie, w obwodzie iwanofrankiwskim, w rejonie kołomyjskim. 
W XIX w. wieś należała do parafii rzymskokatolickiej w Kołomyi.
W II Rzeczypospolitej miejscowość należała od 1934 roku do zbiorowej gminy wiejskiej Matyjowce w powiecie kołomyjskim województwa stanisławowskiego. We wrześniu 1934 nowe gminy zbiorowe podzielono na gromady, które w zasadzie odpowiadały granicom dawnych gmin jednostkowych. Załucze nad Prutem, ze względu na jego ekstremalnie wydłużony i zarazem wąski kształt (a w dodatku przecięty korytem Prutu), zostało rozczłonkowone. Do Załucza przyłączono położone na południe od Prutu obszary wsi Matyjowce (o podobnym kształcie), natomiast do Matyjowiec przyłączono położone na północ od Prutu obszary wsi Załucze, oprócz położonego na samym południu górskiego rejonu, który włączono do nowo utworzonej gromady Tracz. W ten sposób zlikwidowano niepraktyczne wewnątrzgromadzkie odległości, a gromadom nadano bardziej wymierny kształt na jednym z brzegów Prutu. 
W latach 1943–1944 nacjonaliści ukraińscy z OUN-UPA zamordowali w miejscowości 20 Polaków.